# Ronnie Ash
Ronnie Ash (ur. 2 lipca 1988) – amerykański lekkoatleta specjalizujący się w biegach płotkarskich.
Złoty (2010) oraz brązowy (2008) medalista młodzieżowych mistrzostw NACAC. W 2014 zajął 2. miejsce na dystansie 110 metrów przez płotki podczas pucharu interkontynentalnego w Marrakeszu.
Złoty medalista mistrzostw Stanów Zjednoczonych. Stawał na najwyższym stopniu podium mistrzostw NCAA.
Rekordy życiowe: bieg na 110 metrów przez płotki – 12,99 (29 czerwca 2014, Sacramento); bieg na 60 metrów przez płotki (hala) – 7,55 (12 marca 2010, Fayetteville).

## Osiągnięcia
| Rok  | Impreza                       | Miejsce        | Konkurencja                     | Lokata     | Wynik  |
| ---- | ----------------------------- | -------------- | ------------------------------- | ---------- | ------ |
| 2008 | Młodzieżowe mistrzostwa NACAC | Toluca         | bieg na 110 metrów przez płotki | 3. miejsce | 13,72  |
| 2010 | Młodzieżowe mistrzostwa NACAC | Miramar        | bieg na 110 metrów przez płotki | 1. miejsce | 12,98w |
| 2014 | Puchar interkontynentalny     | Marrakesz      | bieg na 110 metrów przez płotki | 2. miejsce | 13,25  |
| 2015 | Mistrzostwa świata            | Pekin          | bieg na 110 metrów przez płotki | eliminacje | DQ     |
| 2016 | Igrzyska olimpijskie          | Rio de Janeiro | bieg na 110 metrów przez płotki | –          | DQ     |